# Латиноамериканский мировой порядок
Латиноамериканский мировой порядок (англ. Latino World Order, LWO) — это группировка в рестлинге, выступающая в WWE на бренде SmackDown. В настоящее время она состоит из лидера — Рея Мистерио, Карлито и «Легадо Дель Фантаcма» (Сантос Эскобар, Круз Дель Торо, Хоакин Уайлд и Зелина Вега).
Изначально группировка выступала в World Championship Wrestling (WCW) с 1998 по 1999 год и возглавлялась Эдди Герреро. Название группировки было придумано актёром Джейсоном Херви, который в то время работал в WCW на творческой должности, как отсылка к группировке «Новый мировой порядок» (nWo). Мистерио — единственный оригинальный член из WCW, который является членом возрожденной группировки в WWE.

## История

### World Championship Wrestling (1998—1999)
LWO была образована в конце 1998 года после размолвки Эдди Герреро с главой World Championship Wrestling (WCW) Эриком Бишоффом в реальном конфликте, который был превращен в сюжетную линию. Группа была идеей Джейсона Херви, актёра и друга Бишоффа, который работал на творческой должности в WCW. Первоначально предполагалось, что группировка будет вращаться вокруг Коннана, но она была передана Герреро после того, как Коннан присоединился к nWo Wolfpac.
17 августа Герреро дал интервью, в котором заявил, что хочет расторгнуть контракт с WCW. После того как Герреро на несколько недель исчез с телевидения, он вернулся на выпуске Monday Nitro от 5 октября, создав LWO с несколькими другими мексиканскими рестлерами. Группа состояла из большинства мексиканских рестлеров, а также друга Герреро Арта Флореса, который играл роль телохранителя по имени Спайдер.
В состав группы входили почти все основные мексиканские рестлеры WCW, включая Психоза, Ла Парку, Гектора Гарзу и Хувентуда Герреру. Их основная вражда была связана с Реем Мистерио-младшим, после того как он отказался присоединиться к группировке. Они также враждовали с Билли Кидманом, партнером Мистерио по команде. Мистерио был вынужден стать членом LWO после того, как проиграл матч Эдди Герреро. Чаво Герреро-младший, племянник Эдди, не был включён в состав группировки, так как она посчитала его «психически неуравновешенным» и не приняла в свои ряды.
Автокатастрофа, в которую попал Герреро 1 января 1999 года, преждевременно положила конец LWO. Три дня спустя две фракции nWo воссоединились, и вскоре различные члены LWO были найдены лежащими без сознания за кулисами. nWo подошли к LWO и потребовали, чтобы они немедленно распустились или столкнулись с последствиями. На следующей неделе Рик Флэр также попросил LWO распуститься и бороться за WCW, пообещав, что будет обращаться с ними лучше, чем Бишофф, а также пообещав им деньги, женщин и лимузины. Все участники, кроме Мистерио, согласились, сняли свои футболки LWO и покинули ринг. Мистерио, который изначально не был членом группировки, показал себя самым преданным, когда отказался снять свои футболку LWO. nWo избили его и силой сорвали с него футболку LWO, что привело к вражде между Мистерио и «Аутсайдерами».

### WWE (с 2023)
В 2001 году World Wrestling Federation (в 2002 году переименованная в WWE) приобрела некоторые активы и телематериалы WCW, включая торговые марки LWO. Рей Мистерио, контракт с которым был заключен материнской компанией AOL Time Warner, присоединился к компании только в 2002 году. Более 20 лет спустя, 31 марта 2023 года, в эпизоде SmackDown, Мистерио, который должен был быть введен в Зал славы WWE 2023 года и в тот же вечер должен был сразиться со своим сыном, Домиником Мистерио, на WrestleMania 39 в ближайшие выходные, возродил LWO и подарил футболки LWO команде «Легадо Дель Фантаcма» (Сантос Эскобар, Хоакин Уайлд, Круз Дель Торо и Зелина Вега), так как эта группа помогала Рею в его борьбе против «Судного дня» (Доминик Мистерио, Финн Балор, Дамиан Прист и Рея Рипли) в течение нескольких недель до этого.
В первый день WrestleMania 39 Эскобар, Уайлд, Дель Торо и Бэд Банни ассистировали Рею в его матче против Доминика, которому помогали его товарищи по «Судному дню» Финн Балор и Дамиан Прист. Рей выиграл свой матч против Доминика и праздновал со своей женой Энджи и дочерью Аалией на ринге. 7 апреля на SmackDown LWO проиграли свой первый матч в качестве команды: Мистерио и Эскобар проиграли Доминику и Присту из «Судного дня». 17 апреля на Raw Мистерио проиграл Соло Сикоа. Позже тем же вечером LWO помогали Мэтту Риддлу, Кевину Оуэнсу и Сами Зейну в их драке против «Судного дня» и The Bloodline. LWO одержали свою первую победу на эпизоде Raw 24 апреля: Рей победил Приста по дисквалификации, когда Прист бросил в Рея стальной стул. LWO также дебютировали с новой вступительной музыкой, которая отдавала дань уважения основателю и лидеру группировки Эдди Герреро. На эпизоде SmackDown 5 мая Бэд Банни помог LWO спасти Рей Мистерио от нападения «Судного дня», в результате чего Мистерио подарил Банни футболку LWO, что означало его присоединение к группировке. На Backlash Вега не смогла выиграть женское чемпионство WWE SmackDown у Рипли, а Бэд Банни победил Приста при помощи Савио Веги и Карлито, которые были в футболках LWO.